# Justiční palác v Paříži
Justiční palác v Paříži (francouzsky Palais de Justice de Paris) je komplex soudních budov v Paříži v 1. obvodě na ostrově Cité, z něhož zabírá asi třetinu rozlohy. Sídlí v něm několik významných francouzských soudních institucí. Palác vymezují na severu Quai de l'Horloge, na východě Boulevard du Palais, na jihu Quai des Orfèvres a na západě Rue de Harlay spolu s Place Dauphine.

## Historie
Na místě dnešního soudního dvora se rozkládal Palais de la Cité, nejstarší sídlo francouzských králů od 10. do 14. století, z něhož dochovaly pouze dvě části: Conciergerie a Sainte Chapelle. Když se Karel V. rozhodl opustit palác na ostrově a přesídlit do paláce Saint-Pol na pravém břehu, zůstala v paláci pařížská administrativa jako pařížský parlament, účetní komora a kancléřství.
Palác během své historie několikrát vyhořel. V roce 1601 byla při požáru zničena sbírka dřevěných soch francouzských králů. V roce 1618 byl ohněm zničen velký sál a jeho rekonstrukcí byl pověřen architekt Salomon de Brosse. V roce 1630 vyhořela věž Sainte Chapelle a v roce 1737 Účetní dvůr. V roce 1776 za panování Ludvíka XVI. oheň zachvátil část mezi Conciergerie a Sainte Chapelle. Fasáda hlavního vchodu do paláce byla přestavěna v letech 1783-1786.
Během Francouzské revoluce sídlil v paláci od 6. dubna 1793 do 31. května 1795 revoluční tribunál a Výbor pro veřejné blaho.
Justiční palác získal novou náplň za Restaurace Bourbonů. Vznikly nové soudní instituce, ale dosavadní budovy již nemohly dostačovat narůstající soudní agendě. Palác byl proto přestavěn. Během červencové monarchie proběhlo další rozšíření paláce, jehož autorem byl architekt Jean-Nicolas Huyot. Po jeho smrti v roce 1840 práci převzali Joseph-Louis Duc a Honoré Daumet. Král Ludvík Filip se však již dokončení nedočkal. V roce 1848 vypukla revoluce, která svrhla krále, takže palác byl dokončen až za Napoleona III.
Stavba byla téměř dokončena, když přišla prusko-francouzská válka v roce 1870 a po ní Pařížská komuna. Během bojů byl palác 24. května 1871 podpálen a vyhořel. Stavební práce začaly od začátku. Plány byly přepracovány a v roce 1883 byla dokončena přestavba Conciergerie. Do roku 1914 byly dokončeny i ostatní části.

## Palác dnes
Dnes je palác centrem francouzského soudního systému. Sídlí zde kasační soud, odvolací soud i většina dalších soudních institucí. Tribunal de Grande Instance de Paris (krajský soud) by se měl z paláce přesunout do čtvrti Batignolle, kde bude v roce 2015 dokončena výstavba nové soudní budovy Tour du Palais de Justice.
V paláci sídlí rovněž státní zastupitelství, advokátní komora a jeho knihovna a také policejní ředitelství v budovách na Quai des Orfèvres, Zlatnickém nábřeží, známém z románů o komisaři Maigretovi. Součástí areálu je i vazební věznice.